# Ruy Senderos
Rodrigo Manuel Violante Senderos (Ciudad de México, 8 de agosto de 1988) más conocido como Ruy Senderos, es un actor mexicano de cine, teatro y televisión.

## Biografía
A los 12 años tuvo participación en la telenovela infantil Amigos por siempre. Posteriormente, en 2008 participó en la miniserie de Canal Once, Me mueves con dos temporadas dirigidas por Enrique Arroyo Schroeder. Terminando ese proyecto, pasó poco para que entrara en la serie Entre líneas que posteriormente cambiaría su nombre a Estado de gracia, producida también por Once TV México, dirigida por Carlos Bolado y Charlie Gore. En la pantalla grande ha aparecido en Sexo, amor y otras perversiones, Mi primera vez, Rock Marí, Paradas continuas, Malaventura, La niña de la mina, y Purasangre.
A finales de 2010 participó en un concurso de conducción llamado New Generation Mix para Telehit, ganándose el cuarto lugar. También ha participado en Bienvenida realidad e Infames.

## Filmografía
- Amigos por siempre (2000)
- Sexo, amor y otras perversiones (2006)
- Me mueves (2008)
- Estado de gracia (2009)
- Mi primera vez (2009)
- Paradas continuas (2009)
- Rock Marí (2010)
- Bienvenida realidad (2011)
- Malaventura (2011)
- Infames (2012)
- El albergue (2012)
- El señor de los cielos (2013-2014)
- La niña de la mina (2015)
- Purasangre (2016)
- Drunk History: El lado borroso de la historia (2016)
- Sicario:El camino de la sangre (2017)
- Rosario Tijeras (2016-2018)[4]
- La fiscal de hierro (2017)[5]
- Señora Acero 5 (2018)
- Julia vs Julia (2019)
- Enemigo íntimo (2020) / Ricardo Medina (temporada 2)
- Ana (2022)[6]
- Infelices para siempre (2023)[7]
- Ahora que no estás (2024)[8]
- Un día para vivir (2024)[9]
- Loteria del crimen (2025)[10]